# Aspitates collinaria
Aspitates collinaria is een vlinder uit de familie spanners (Geometridae). De wetenschappelijke naam is voor het eerst geldig gepubliceerd in 1894 door Holt-White.
De soort komt voor in Europa.